# 三股势力
三股势力，上海合作組織及相关国家所用術語，指在中亚地区的暴力恐怖势力（恐怖主义）、民族分裂势力（分裂主义）、宗教极端势力（极端主义）。

## 官方定义

### 暴力恐怖势力（恐怖主义）
自20世纪的1960年代末起，暴力恐怖势力就开始在中亚地区兴起。所谓暴力恐怖势力，是指“通过使用暴力或其他毁灭性手段制造恐怖，以达到某种政治目的的团体或组织。”1980年代以后，此种势力活动日益猖獗。世界著名的恐怖组织如基地组织等均以中亚地区为重要活动基地。

### 民族分裂势力（分裂主义）
中亚地区民族众多，民族主義问题与民族冲突不断。所谓民族分裂势力，即“从事对主权国家构成的世界政治框架的一种分裂或分离活动的团体或组织。”

### 宗教极端势力（极端主义）
宗教极端势力是指“在宗教名义掩盖下、传播极端主义思想主张、从事恐怖活动或分裂活动的社会政治势力”。

## 活动
乌兹别克斯坦、塔吉克斯坦、哈萨克斯坦、土库曼斯坦、吉尔吉斯斯坦等国是受到三股势力威胁的原属苏联的中亚国家。中国的新疆等地近年来也日益受到三股势力的影响。

## 各国政府的打击

### 国际合作
2004年1月，根据上海合作组织莫斯科峰会的决定，地区反恐中心与秘书处同时启动，但各方商定反恐中心正式成立仪式在塔什干峰会期间举行。2004年6月17日，上海合作组织地区反恐机构执行委员会在乌兹别克斯坦首都塔什干正式举行成立仪式。其日常工作是为上海合作组织各国搜集有关三股势力的情报。